# Ганс Мертенс
Ганс Мертенс (нім. Hans Märtens; 30 січня 1918, Бернбург — 8 липня 1944, Біскайська затока) — німецький офіцер-підводник, капітан-лейтенант крігсмаріне.

## Біографія
3 квітня 1937 року вступив на флот. З лютого 1940 року — вахтовий офіцер в 12-й флотилії мінних тральщиків. З серпня 1940 року — командир тральщика і керівник групи в 40-й флотилії мінних тральщиків. З січня 1942 року — командир протичовнового катера в 12-й протичовновій флотилії. В листопаді 1942 року переданий в розпорядження 21-ї флотилії мінних тральщиків. В лютому-серпні 1943 року пройшов курси підводника і командира підводного човна. З 2 жовтня 1943 року — командир підводного човна U-243. 8 червня 1944 року вийшов у свій перший і останній похід. 8 липня 1944 у Біскайській затоці західніше Сен-Назер (47°06′ пн. ш. 06°40′ зх. д.) глибинними бомбами австралійського летючого човна «Сандерленд». 38 членів екіпажу були врятовані, 11 (включаючи Мертенса) загинули.

## Звання
- Кандидат в офіцери (3 квітня 1937)
- Морський кадет (21 вересня 1937)
- Фенріх-цур-зее (1 травня 1938)
- Оберфенріх-цур-зее (1 липня 1939)
- Лейтенант-цур-зее (1 серпня 1939)
- Оберлейтенант-цур-зее (1 вересня 1941)
- Капітан-лейтенант (1 квітня 1944)